# بيرت بيفرلي بيتش
بيرت بيفرلي بيتش (بالإنجليزية: Bert Beverly Beach)‏ هو عالم عقيدة ومؤلف وكاتب أمريكي، ولد في 1928 في غلاند في سويسرا.